# Verandas Willems/2014
Deze pagina geeft een overzicht van de Verandas Willems-wielerploeg in  2014.

## Ploeg

### Transfers
| Inkomend          | Team 2013                      | Uitgaand             | Team 2014                      |
| ----------------- | ------------------------------ | -------------------- | ------------------------------ |
| Gaëtan Bille      | Lotto-Belisol                  | Quentin Borcy        | ?                              |
| Louis Convens     | T.Palm-Pôle Continental Wallon | Christopher Deguelle | ?                              |
| Thomas De Troch   | Stage                          | Dimitri Fauville     | ?                              |
| Walt de Winter    | Geen                           | Sergio Ferrari       | ?                              |
| Michael Goolaerts | Stage                          | Gert Lodewijks       | ?                              |
| Jelle Mannaerts   | Neo                            | Antoine Pirlot       | ?                              |
| Joren Touquet     | Neo                            | Olivier Poppe        | T.Palm-Pôle Continental Wallon |
| Nicolas Vereecken | An Post-Chainreaction          | Guillaume Rase       | ?                              |
| Emiel Wastyn      | Ventilair-Steria Cycling Team  | Florent Serry        | ?                              |
| Willem Wauters    | Vacansoleil-DCM                | Kevin Thomé          | T.Palm-Pôle Continental Wallon |

### Renners
| Naam                  | Geboortedatum | Nationaliteit | Ploeg 2013                     |
| --------------------- | ------------- | ------------- | ------------------------------ |
| Gaëtan Bille          | 06-04-1988    | België        | Lotto-Belisol                  |
| Jérémy Burton         | 13-09-1984    | België        |                                |
| Jean Albert Carnevali | 19-09-1993    | België        |                                |
| Louis Convens         | 05-12-1993    | België        | T.Palm-Pôle Continental Wallon |
| Thomas De Troch       | 16-12-1993    | België        |                                |
| Walt de Winter        | 24-11-1988    | België        | Geen                           |
| Michael Goolaerts     | 24-07-1994    | België        |                                |
| Jelle Mannaerts       | 14-10-1991    | België        | Neo                            |
| Nicolas Mertz         | 30-07-1993    | België        |                                |
| Olivier Pardini       | 30-07-1985    | België        |                                |
| Floris Smeyers        | 10-09-1990    | België        |                                |
| Joren Touquet         | 28-01-1993    | België        | Neo                            |
| Niels Vanderaerden    | 24-04-1994    | België        | Rock Werchter Cycling Team     |
| Niels Vandyck         | 30-08-1990    | België        |                                |
| Nicolas Vereecken     | 21-02-1990    | België        | An Post-Chainreaction          |
| Emiel Wastyn          | 01-01-1992    | België        | Ventilair-Steria               |
| Willem Wauters        | 10-11-1989    | België        | Vacansoleil-DCM                |
| Stagiairs             |               |               |                                |
| Sten Van Gucht        | 29-11-1992    | België        |                                |

## Overwinningen
| Wedstrijd                            | Datum      | Categorie | Winnaar         |
| ------------------------------------ | ---------- | --------- | --------------- |
| Grand Prix de la ville de Pérenchies | 27-07-2014 | 1.2.      | Gaëtan Bille    |
| Proloog Sibiu Cycling Tour (ITT)     | 17-07-2014 | 2.1.      | Olivier Pardini |
| Eindklassement Flèche du Sud         | 01-06-2014 | 2.2.      | Gaëtan Bille    |
| 2e etappe Flèche du Sud              | 30-05-2014 | 2.2.      | Gaëtan Bille    |